# Schizoprymnus fessus
Schizoprymnus fessus är en stekelart som först beskrevs av Chou och Hsu 1996.  Schizoprymnus fessus ingår i släktet Schizoprymnus och familjen bracksteklar. Inga underarter finns listade i Catalogue of Life.